# Egy ropi naplója (film, 2010)
Az Egy ropi naplója (eredeti cím: Diary of a Wimpy Kid) 2010-ben bemutatott amerikai filmvígjáték, melyet Jeff Kinney azonos című sikeres könyvsorozatának első kötete alapján Thor Freudenthal rendezett. A főbb szerepekben Zachary Gordon, Robert Capron, Devon Bostick, Rachael Harris, Steve Zahn, és Chloë Grace Moretz látható.
A filmnek 2011-ben készült folytatása, Egy ropi naplója: Testvérháború címmel, a második kötet (Rodrick a király) alapján.

## Cselekmény
Greg szerint az iskola, a felső tagozat a leghülyébb dolog. Utál találkozni a már borotválkozó gyerekekkel. Életének szörnyű megpróbáltásait naplóírással igyekszik oldani. Ez a napló viszont rendes, igazi napló, nem olyan, mint amit a lányok szoktak írni. A naplóban sok dologról mesél: az iskoláról, a családjáról, ezekből a dolgokból készül el a Ropi naplója

## Szereplők
| Szerep           | Színész                 | Magyar hang            |
| ---------------- | ----------------------- | ---------------------- |
| Greg Heffley     | Zachary Gordon          | Ducsai Ábel            |
| Rowley Jefferson | Robert Capron           | Bogdán Gergő           |
| Susan Heffley    | Rachael Harris          | Zakariás Éva           |
| Rodrick Heffley  | Devon Bostick           | Penke Bence            |
| Angie Steadman   | Chloë Grace Moretz      | Pekár Adrienn[forrás?] |
| Frank Heffley    | Steve Zahn              | Seszták Szabolcs       |
| Fregley          | Grayson Russell         |                        |
| Patty Farrell    | Laine MacNeil           |                        |
| Manny Heffley    | Connor és Owen Fielding |                        |
| Chirag Gupta     | Karan Brar              |                        |
| Collin Lee       | Alex Ferris             |                        |

## Fordítás
- Ez a szócikk részben vagy egészben  a   Diary of a Wimpy Kid (2010 film) című angol Wikipédia-szócikk fordításán alapul.  Az eredeti cikk szerkesztőit annak laptörténete sorolja fel. Ez a jelzés csupán a megfogalmazás eredetét és a szerzői jogokat jelzi, nem szolgál a cikkben szereplő információk forrásmegjelöléseként.